# Хакобо Діас
Хакобо Діас (ісп. Jacobo Díaz; нар. 11 липня 1976) — колишній іспанський тенісист.
Найвищу одиночну позицію світового рейтингу — 68 місце досяг 25 червня 2001, парну — 526 місце — 1 травня 1995 року.
Здобув 3 одиночні титули.
Найвищим досягненням на турнірах Великого шолома було 3 коло в одиночному розряді.
Завершив кар'єру 2004 року.

## Фінали ATP Челленджер і ITF Ф'ючерс

### Одиночний розряд: 9 (5–4)
| Легенда              |
| -------------------- |
| ATP Челленджер (3–4) |
| ITF Ф'ючерс (2–0)    |

| Фінали за покриттям |
| ------------------- |
| Тверде (0–0)        |
| Ґрунт (5–4)         |
| Трава (0–0)         |
| Килим (0–0)         |

| Результат | В-П | Дата     | Турнір                  | Рівень     | Покриття | Суперник           | Рахунок            |
| --------- | --- | -------- | ----------------------- | ---------- | -------- | ------------------ | ------------------ |
| Поразка   | 0–1 | Лип 1996 | Тампере, Фінляндія      | Челленджер | Ґрунт    | Аттіла Шавольт     | 6–7, 6–1, 4–6      |
| Перемога  | 1–1 | Кві 1999 | Барлетта, Італія        | Челленджер | Ґрунт    | Гільєрмо Каньяс    | 6–7(6–8), 6–0, 6–3 |
| Поразка   | 1–2 | Кві 1999 | Ніцца, Франція          | Челленджер | Ґрунт    | Гастон Гаудіо      | 2–6, 3–6           |
| Поразка   | 1–3 | Вер 1999 | Севілья, Іспанія        | Челленджер | Ґрунт    | Себастьян Прієто   | 6–4, 2–6, 1–6      |
| Поразка   | 1–4 | Лип 2000 | Венеція, Італія         | Челленджер | Ґрунт    | Агустін Кальєрі    | 0–6, 1–6           |
| Перемога  | 2–4 | Сер 2000 | Kyiv Open, Україна      | Челленджер | Ґрунт    | Солон Пеппас       | 6–1, 6–3           |
| Перемога  | 3–4 | Тра 2001 | Загреб, Хорватія        | Челленджер | Ґрунт    | Альберт Монтаньєс  | 7–6(7–5), 3–6, 6–2 |
| Перемога  | 4–4 | Чер 2004 | Іспанія F12, Маспаломас | Ф'ючерс    | Ґрунт    | Хуан Хінер         | 6–3, 7–5           |
| Перемога  | 5–4 | Лип 2004 | Іспанія F15, Гандія     | Ф'ючерс    | Ґрунт    | Ектор Руїс-Каденас | 6–4, 7–5           |

## Часовий графік результатів
| W | Ф | ПФ | ЧФ | #Р | КТ | К# | P# | DNQ | A | Z# | PO | G | S | B | NMS | NTI | P | NH |

### Одиночний розряд
| Турніри Великого шлему                 |                  |                  |                  |                  |                  |                  |     |     |        |      |     |
| Відкритий чемпіонат Австралії з тенісу |                  |                  | 1р               | К3р              | 1р               | 1р               | 1р  | 1р  | 0 / 5  | 0–5  | 0%  |
| Відкритий чемпіонат Франції з тенісу   | 1р               | К1р              | К2р              | К2р              | 1р               | 3р               |     | К1р | 0 / 3  | 2–3  | 40% |
| Вімблдонський турнір                   |                  |                  |                  |                  |                  | 1р               |     |     | 0 / 1  | 0–1  | 0%  |
| Відкритий чемпіонат США з тенісу       |                  |                  |                  | 1р               |                  | 1р               |     |     | 0 / 2  | 0–2  | 0%  |
| В-П                                    | 0–1              | 0–0              | 0–1              | 0–1              | 0–2              | 2–4              | 0–1 | 0–1 | 0 / 11 | 2–11 | 15% |
| Тур ATP Мастерс 1000                   |                  |                  |                  |                  |                  |                  |     |     |        |      |     |
| Відкритий чемпіонат Маямі з тенісу     |                  |                  |                  |                  |                  | 2р               | К1р |     | 0 / 1  | 1–1  | 50% |
| Монте-Карло                            |                  |                  |                  |                  |                  | К1р              |     | К1р | 0 / 0  | 0–0  | –   |
| Рим                                    |                  | К2р              |                  | К2р              |                  | ЧФ               |     |     | 0 / 1  | 3–1  | 75% |
| Гамбург                                |                  | 3р               | 1р               |                  |                  |                  |     |     | 0 / 2  | 2–2  | 50% |
| Мадрид                                 | Не серія Мастерс | Не серія Мастерс | Не серія Мастерс | Не серія Мастерс | Не серія Мастерс | Не серія Мастерс | К1р |     | 0 / 0  | 0–0  | –   |
| В-П                                    | 0–0              | 2–1              | 0–1              | 0–0              | 0–0              | 4–2              | 0–0 | 0–0 | 0 / 4  | 6–4  | 60% |

## Фінали юніорських турнірів Великого шлему

### Одиночний розряд: 1 (1 перемога)
| Результат | Рік  | Турнір                               | Покриття | Суперник           | Рахунок  |
| --------- | ---- | ------------------------------------ | -------- | ------------------ | -------- |
| Перемога  | 1994 | Відкритий чемпіонат Франції з тенісу | Ґрунт    | Джорджо Галімберті | 6–3, 7–6 |

## Перемоги над гравцями першої 10-ки
| #    | Гравець           | Рейтинг | Турнір                   | Покриття | Р-д | Рахунок            |
| ---- | ----------------- | ------- | ------------------------ | -------- | --- | ------------------ |
| 2001 |                   |         |                          |          |     |                    |
| 1.   | Євген Кафельников | 6       | Мастерс Рим, Рим, Італія | Ґрунт    | 2р  | 7–6(7–3), 1–6, 7–5 |